# H&s
h&s（エイチアンドエス）とは、P&Gの日本法人であるP&Gジャパンが発売するヘアケア製品。
2007年発売。ほとんどの製品はタイ製。
h&sという名称の由来は『hair & skin care（ヘア・アンド・スキンケア）』、すなわち『髪とスキンケア』の略称である。2022年9月にコンセプトが改められ、『地肌に愛をこめて』となった。

## 概要
今日、ヘアケア製品は『カラーやパーマで傷んでしまった髪を補修する製品』が主力となっているが、「美髪の原点はストレスフリーな地肌ではないか」という考え方により、「ヘッドスパ」の考え方に基づいて開発されたものである。
h&sは、P&Gが日本国外で展開するヘアケア製品「head&shoulders（ヘッドアンドショルダーズ）」のプレミアムラインとして誕生。日本人向けに成分、コンセプト、そしてパッケージ（h&sのパッケージは青、head&shouldersのパッケージは白）を改良している。ちなみに、中国では同じ形状でhead&shouldersのプレミアムラインとしてhair & Scalpの名称で発売。
地肌のターンオーバーを整え、地肌から髪を美しく育む医薬部外品である（洗い流さないトリートメントなど、一部医薬部外品に該当しない製品がある）。
髪の仕上がりにも独自の感触があり、最近の主流であるしっとり重い仕上がりではなく、サラサラで爽やかな仕上がりは、ヘアケアにこだわりの強い消費者から熱烈に支持されている。

## 主な効果効能
地肌の乾燥、かゆみ、べたつき、ふけ、においを防止する。
地肌の調子を整えるので、脱毛防止、育毛効果も期待できる。

## 歴史
- 2007年
  - 9月1日 - シャンプー・コンディショナー・トリートメントの販売開始。
  - 11月22日 - 2007/Autumn & Winter VoCEベストコスメ ヘアケア部門 1位を獲得。
- 2008年
  - 4月12日 - ヘッドスパクリームの販売開始。
  - 6月23日 - 2008/Spring & Summer VoCEベストコスメ ヘアケア部門 1位を獲得。
  - 6月28日 - MORE コスメ大賞を受賞。
  - 6月28日 - Style コスメ大賞を受賞。
  - 8月2日 - シャンプー・コンディショナーの詰め替え用の販売開始。
- 2009年
  - 2月27日 - 2009年度 マリ・クレール ボーテ大賞 日本賞 ビューティ・ケア部門(スキンケア・ヘアケアを含む)で第4位となる。
  - 4月18日 - 本ブランド初となる洗い流さないタイプの製品「ヘッドスパエッセンス」の販売開始。
  - 6月23日 - 2009/Spring & Summer VoCEベストコスメ ヘアケア部門 1位を獲得。
  - 9月19日 - 1回分使い切りタイプの1ヵ月集中ケアトリートメント「ヘッドスパ集中ケアキット」(ヘッドスパ集中ケアクリーム8本セット)の販売開始。
- 2010年3月6日 - 従来のシャンプー・コンディショナー・トリートメントを「ヘッドスパモイスチャーシリーズ」に改めると共に、青緑系のボトル・パッケージを採用した地肌をリフレッシュさせるライン「ヘッドスパリフレッシュシリーズ」を発売。
- 2012年3月17日 - 発売以来初の全面刷新。独自成分「マイクロパールミネラルEX」を配合した新処方を採用し、香りも「せせらぎの花々と果実の香り」に変更。併せて、「地肌マッサージクリーム(ヘッドスパクリームから改名)」は従来の「ヘッドスパモイスチャー」に加え、「ヘッドスパリフレッシュ」にも設定された。
- 2013年3月16日 - P&Gにおいて国内初の男性向けヘアケアとして、ダークグレー系のボトル・パッケージを採用した「h&s for men ボリュームアップシリーズ（シャンプー・コンディショナー・トニック）」を発売。
- 2014年
  - 3月14日 - 「h&s for men」のシャンプー専用ブラシ「男のためのヘッドスパ用ブラシ」の販売開始。
  - 8月9日 - 「h&s for men」の新ラインとして、フケやかゆみを防ぐライトグレー系のボトル・パッケージを採用した「スカルプEXシリーズ（シャンプー・コンディショナー）」を発売。
- 2015年3月14日 - 「h&s」のシャンプー・コンディショナー・地肌マッサージクリーム・トリートメントをリニューアル。特に、シャンプーにおいて新処方を採用。また、シリーズ名が変わり、「ヘッドスパモイスチャーシリーズ」を「モイスチャーシリーズ」に、「ヘッドスパリフレッシュシリーズ」を「リフレッシュシリーズ」にそれぞれ改名した。
- 2016年3月26日 - 「h&s」のシャンプー・コンディショナー・地肌マッサージクリーム・トリートメントをリニューアル。香りの変更を行ったほか、トリートメントを除く製品は内容量も変更した（シャンプー・コンディショナー：(レギュラーサイズ)200ml/200g → 190ml/190g、(ポンプサイズ)530ml/530g → 520ml/520g、(つめかえ用)340ml/340g → 315ml/315g、(つめかえ用大)575ml/575g → 550ml/550g、(つめかえ用特大)850ml/850g → 800ml/800g、地肌マッサージクリーム：200g → 185g）
- 2017年7月11日 - 「h&s for men」のシャンプー・コンディショナーをリニューアルし、ECサイトにて先行発売。同年9月16日に店頭販売開始。
- 2018年
  - 3月26日 - 「h&s」に「デイ&ナイト 地肌リフレッシャー」を発売。
  - 7月25日 - 「h&s for men」のプレミアムラインとなる「h&s PRO SERIES」を立ち上げ、「コントロール」と「エナジー」の2つのラインのシャンプーとコンディショナー、洗い流さないトリートメント「エナジー スカルプ&ヘアスタイラー」 「エナジー スカルプ&ヘアチャージャー」の6アイテムをECサイトにて先行発売。同年9月1日に店頭販売開始。
- 2019年11月2日 - 「h&s PRO SERIES」にショット型の洗い流さないトリートメント「ヘア&スカルプショット」を発売。
- 2020年4月18日 - 「h&s PRO SERIES」にシャンプー・コンディショナーの新ライン「デオアクティブ」とスプレータイプのドライシャンプー「スカルプリフレッシャー」を発売。
- 2021年4月10日 - 男性向けの新ライン「h&s scalp」を発売し、同時に、「h&s PRO SERIES」の「エナジー」と「デオアクティブ」の2ラインのシャンプー・コンディショナーを「h&s pro」としてリニューアル。なお、これらの製品から「h&s」のブランドロゴを"h"と"&s"が横並びとなった新しいブランドロゴに変更された。
- 2022年9月17日 - 女性向けの新ライン「h&s リペア」を発売し、同時に既存の「h&s モイスチャー」と「h&s リフレッシュ」もパステルカラーへデザインを刷新して約5年半ぶりにリニューアル。なお、「h&s モイスチャー」と「h&s リフレッシュ」はポンプの内容量が変更（370ml/370g → 350ml/350g）され、地肌マッサージクリームを製造終了とするとともに、「h&s リフレッシュ」はシャンプーとコンディショナーに集約され、ポンプはシャンプーとコンディショナーのペアセット[注 2]のみとなった。

## ラインナップ

### h&sシリーズ
シャンプーとコンディショナーのつめかえ用は通常サイズ（315ml/315g）の他に、約1.7倍容量（550ml/550g）の大サイズ、約2.5倍容量（800ml/800g）の特大サイズも設定されている。
モイスチャー
- 地肌の乾燥・かゆみ・フケを防ぎ、しっとりまとまる髪に導くパステルブルーのライン。
  - モイスチャーシャンプー
  - モイスチャーコンディショナー
  - モイスチャーインテンシブトリートメント（リニューアルに伴い、「モイスチャートリートメント」から製品名を変更）

リペア
- 地肌バランスの乱れを整えてかゆみやフケを防ぎ、傷んだ髪を補修してまとまる髪に導くパステルピンクのライン。
  - リペアシャンプー
  - リペアコンディショナー
  - リペアインテンシブトリートメント

リフレッシュ
- 地肌のべたつき・におい・かゆみ・フケを防ぎ、さらさらな髪に導くパステルグリーンのライン。
  - リフレッシュシャンプー
  - リフレッシュコンディショナー

### h&s for menシリーズ
つめかえ用は通常サイズ（300ml/300g）に加え、3倍量の特大サイズ（900ml/900g）も設定されている。
ボリュームアップ
- 地肌からハリとボリュームのある髪に導くライン。ジンクピリチオン液配合。
  - ボリュームアップシャンプー
  - ボリュームアップコンディショナー

スカルプEX
- フケ・かゆみを予防するライン。シャンプー・コンディショナー共にジンクピリチオン液を配合。
  - 薬用スカルプEXシャンプー
  - 薬用スカルプEXコンディショナー

### h&s scalp
シャンプーに有効成分としてピロクトンオラミン、コンディショナーに有効成分としてジンクピリチオン液を配合したフケ・かゆみに対応したライン。シャンプーは頭皮の状態に合わせて2種類が用意されている。
- ドライスカルプシャンプー - 乾燥頭皮用
- オイリースカルプシャンプー - 油性頭皮用
- スカルプコンディショナー

### h&s pro(h&s PRO SERIES)
エナジー
- フケ・かゆみを防ぐ成分「ジンクピリチオン液」に保湿成分に「ナイアシナマイド（ニコチン酸アミド）」を配合したハリ・コシやボリュームに対応したライン。「スカルプ&ヘアショット」は「ゴールデンジンジャー（ショウガ根エキス）」を配合した先の尖ったショット型の洗い流さないトリートメントで、医薬部外品ではない。また、パッケージに「ENERGY」が記載されているのでこのシリーズに属する。
  - エナジー シャンプー
  - エナジー スカルプコンディショナー - 2021年4月のリニューアルに伴い、「エナジー コンディショナー」から改名。
  - スカルプ&ヘアショット

デオアクティブ
- フケ・かゆみを防ぐ成分「ジンクピリチオン液」にコンディショニング成分「マンダリンエッセンス」を配合した頭皮臭やべたつきに対応したライン。「スカルプ リフレッシャー」はタピオカパウダーを配合した小型サイズのドライシャンプーで、医薬部外品ではない。
  - デオアクティブ シャンプー
  - デオアクティブ スカルプコンディショナー - 2021年4月のリニューアルに伴い、「デオアクティブ コンディショナー」から改名。
  - スカルプ リフレッシャー

### 製造終了品

#### h&sシリーズ
- ヘッドスパモイスチャー ヘッドスパエッセンス
- モイスチャー地肌マッサージクリーム(「ヘッドスパクリーム」から改名)
- リフレッシュトリートメント
- リフレッシュ地肌マッサージクリーム
- ヘッドスパ濃密ケアプログラム(ヘッドスパ集中ケアクリーム5本セット)
- デイ&ナイト 地肌リフレッシャー

#### h&s for menシリーズ
- ボリュームアップトニック → h&s PROシリーズ エナジー スカルプ&ヘアチャージャーへ継承。
- 男のためのヘッドスパ用ブラシ

#### h&s PROシリーズ
- コントロール - 「ミントモイスチャー処方」を採用したうねりや乾燥に対応したライン。「スカルプ&ヘアスタイラー」は朝のスタイリング前に使用するミストタイプの洗い流さないトリートメントで、医薬部外品ではない。
  - コントロールシャンプー
  - コントロールコンディショナー
  - コントロールスカルプ&ヘアスタイラー
- エナジー
  - エナジースカルプ&ヘアチャージャー - 朝に使用するスプレータイプの洗い流さないトリートメントで、医薬部外品ではない。

## CM

### h&sシリーズ
現在の出演者
- 松田元太（2024年11月 - ）

過去の出演者
- 山口智子（2007年8月 - 2009年4月）
- キタキマユ（2007年9月 - 2010年3月）
- 高橋ミカ（2007年12月 - 2013年9月）
- 芦名星（2009年6月 - 2016年9月）
- 長谷川理恵（2010年4月 - 2012年3月）
- 宮沢りえ（2012年3月 - 2013年2月）
- 泉水セーラ（2012年7月 - 2014年5月）
- 本郷理華[1]（2016年10月 - 2017年5月）
- 寺川綾・仲宗根梨乃（2017年2月 - 2017年9月）
- 貫地谷しほり（2017年9月 - 2018年8月）
- 立石晴香・渡辺舞（2018年11月 - 2019年9月）
- 蛯原友里（2022年9月 - 2023年6月）
- ぺこぱ（2023年7月 - 2024年10月）

過去に使用されていたCMソング
- 「恵みの雨」 - 元ちとせ（2007年）
- 「雨のソナタ」 - MISIA（2011年）

### h&s for menシリーズ
- 反町隆史（2013年3月 - 2015年9月）
- 錦織圭（2015年10月 - 2017年9月）
- 鈴木亮平（2017年9月 - 2020年9月）